# Åkersjön, Skåne
Åkersjön är en sjö i Ängelholms kommun i Skåne och ingår i Rönne ås huvudavrinningsområde.